# Ned Otter
Ned Otter (New York) is een Amerikaanse jazzsaxofonist, -componist en producent.

## Biografie
Ned Otter groeide op in New York en belandde in de jazz toen hij zijn broer Dave Brubecks hit Take Five hoorde spelen in de middelbare schoolband. Op 11-jarige leeftijd begon hij met de altsaxofoon en stapte daarna over op de tenor. Na zijn afstuderen aan de New York Performing Arts High School, begon Otter zijn langdurige muzikale samenwerking met George Coleman, bij wie hij vijf jaar studeerde. Hij trad eind jaren 1970 ook op met Red Rodney en toerde in 1981 door de Verenigde Staten en Europa met de Clark Terry Big Band. In 1987 werd hij lid van Colemans Octet en speelde hij in 1988 in de bigband van Dizzy Gillespie. In de jaren 1990 werkte hij voornamelijk als freelancemuzikant in de Verenigde Staten en Europa, met o.a. Cedar Walton, Shirley Scott en Junior Cook, ook met eigen formaties.
In januari 2000 richtte Ned Otter het platenlabel Two and Four op en later de non-profitorganisatie Essential Arts Concepts, Inc., die zorgt voor de publieke perceptie van jazzartiesten en hun uitvoering en opnamemogelijkheden biedt. Hij werkte samen met Coleman, Ahmad Jamal, Harold Mabern, Jamil Nasser, Gary Smulyan, de fotograaf Jimmy Katz en de geluidstechnicus Rudy Van Gelder. Op het Two and Four label verscheen vervolgens in 1996 Danger High Voltage van het George Coleman New Octet. In 2002 verschenen eindelijk zijn eerste twee albums Powder Keg en So Little Time met Harold Mabern, Dennis Irwin, Billy Higgins en de trompettist Tom Kirkpatrick. In september 2002 werd het album The Secrets Inside gemaakt met Otters eigen composities en arrangementen voor vijf blaasinstrumenten (Otter, baritonsaxofonist Gary Smulyan, Zaid Nasser op alt, Adam Brenner op tenor, Jim Rotondi op trompet en Harold Mabern, Jamil Nasser op bas en drummer Mark Taylor).